# Megachile gravita
Megachile gravita är en biart som beskrevs av Mitchell 1934. Megachile gravita ingår i släktet tapetserarbin, och familjen buksamlarbin. Inga underarter finns listade i Catalogue of Life.